# Mello da Gubbio
Mello da Gubbio (* 14. Jahrhundert in Gubbio; † 14. Jahrhundert) war ein italienischer Maler der Umbrischen Schule, der zwischen 1330 und 1360 in Gubbio tätig war. Er gilt als einer der größten Maler der Zeit unmittelbar nach Giotto.

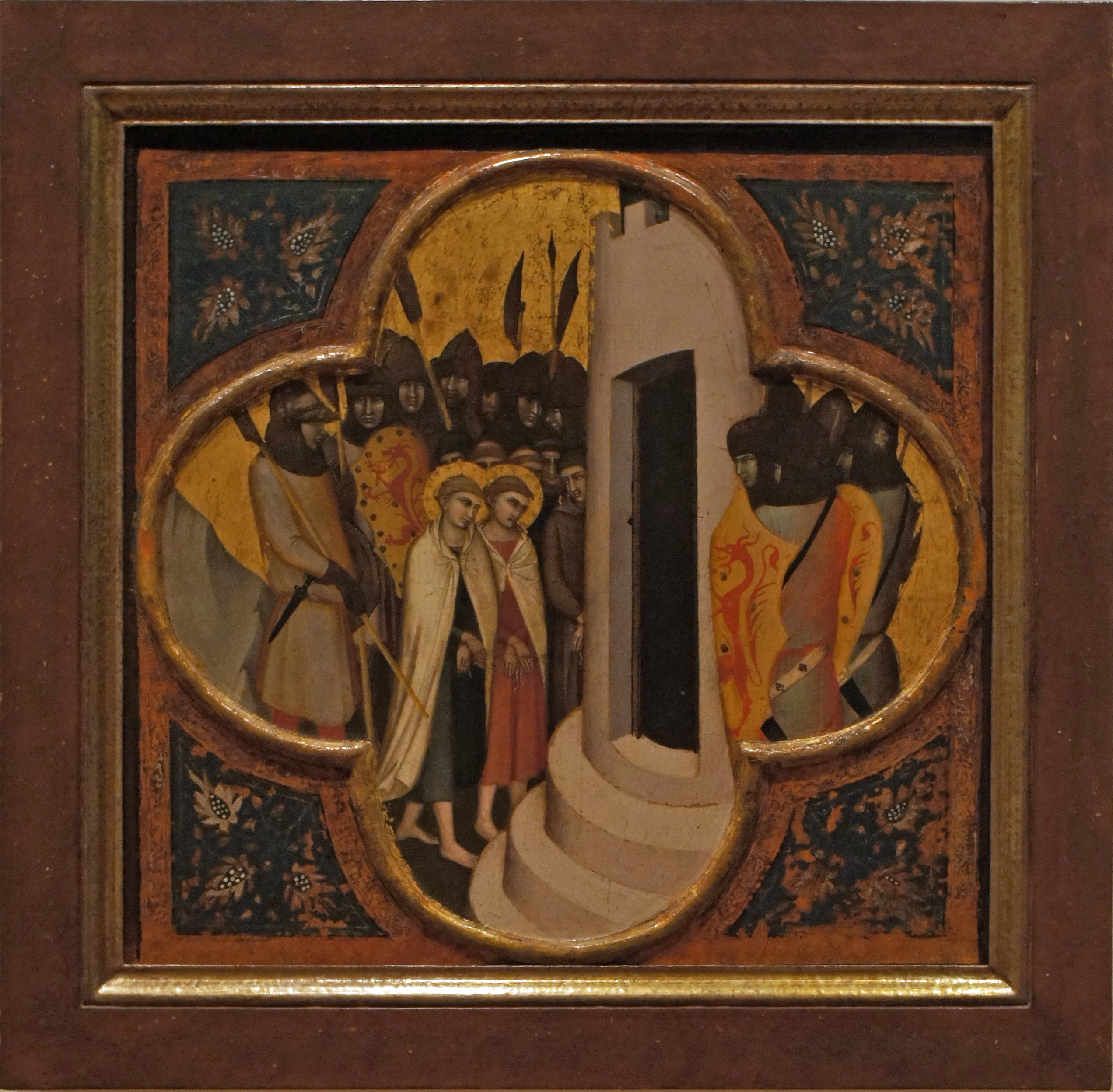
Mello da Gubbio, Das Martyrium der heiligen Jakobus und Marien, Musée des beaux-arts de Nancy. (Einlegearbeit)

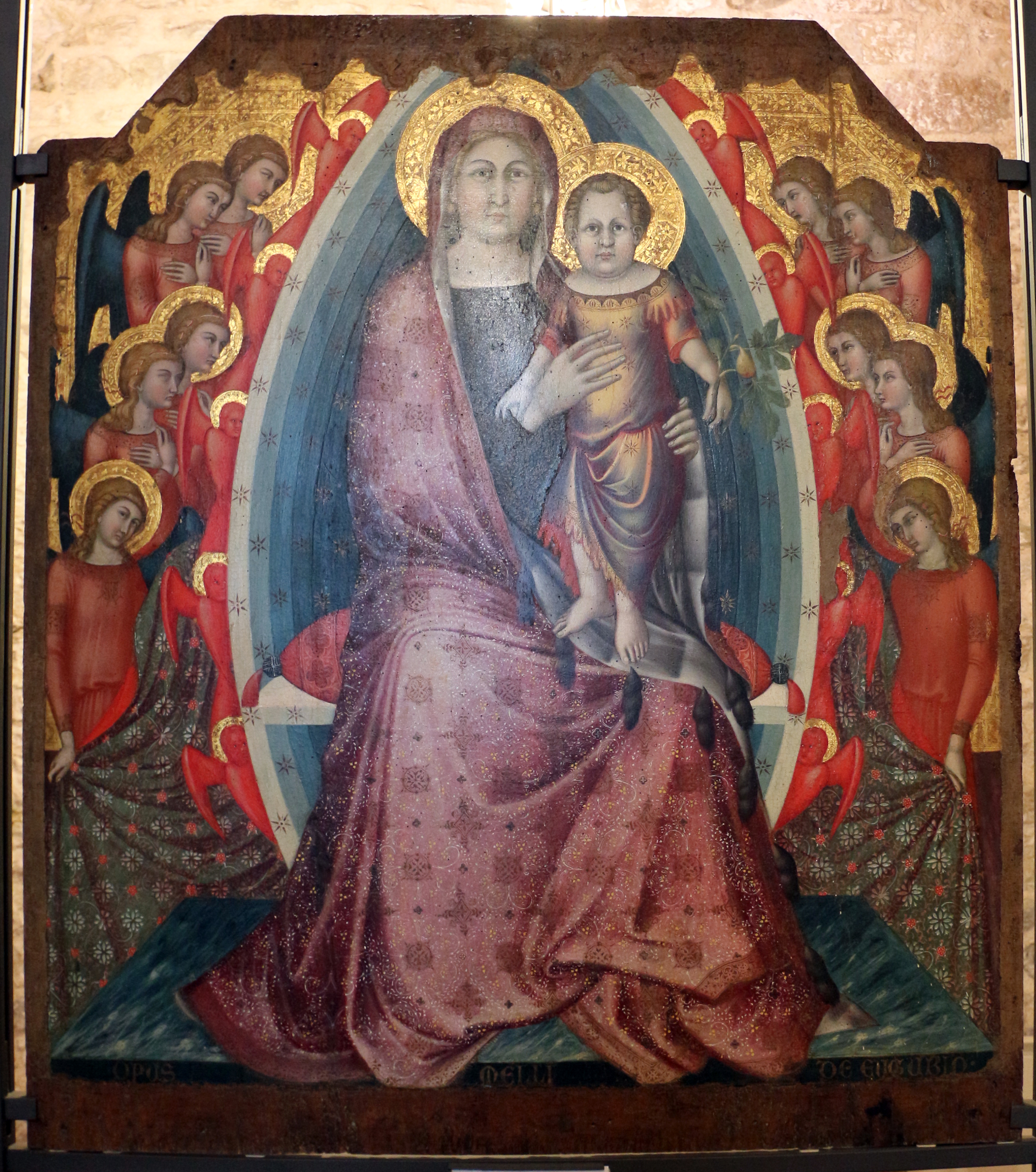
Mello da Gubbio, Majestätische Madonna, bekannt als von Madonna della Pieve d’Agnano

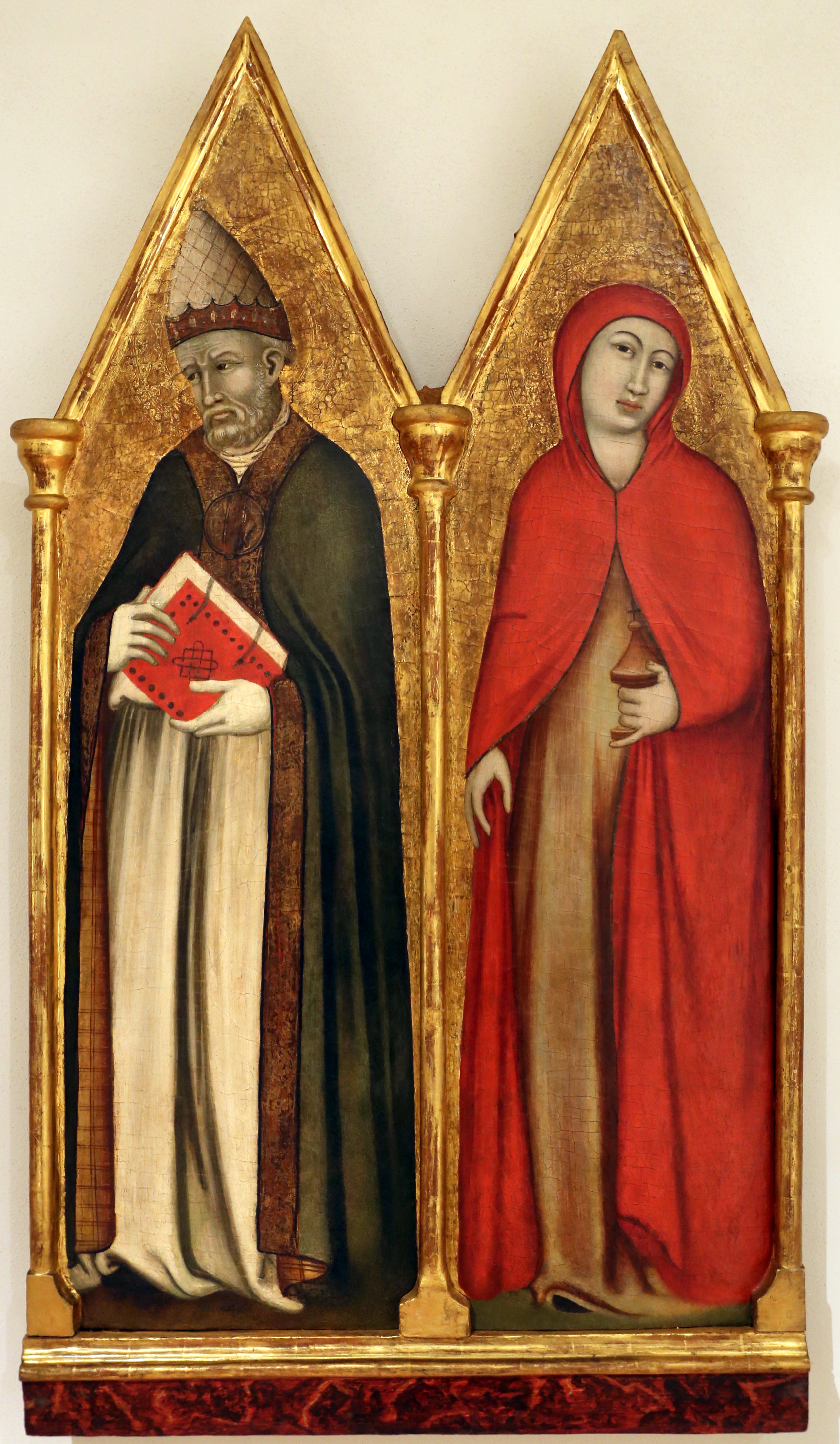
Mello da Gubbio, Der heilige Gregor und die Heilige Maria Magdalena, um 1330–1360, Kirche Sankt Jakobus der Apostel der Dominikaner, Pinacoteca Civica di Forlì

## Leben
Mello wurde zwischen Gubbio und Siena ausgebildet, wo er Schüler in der Werkstatt von Ambrogio Lorenzetti war. Der Maler kann auf seine Weise als Epigone Lorenzettis betrachtet werden, oder besser gesagt, als der Verbreiter in den Gebieten, die heute zum Nordosten Umbriens und zum Nordwesten der Marken gehören, die aber in der Antike in den Herrschaftsbereich der Grafen von Montefeltro eingegliedert waren.
Mello ist dann als Stammvater eines großen Künstlergenies zu betrachten, er ist nämlich der Großvater des bekannten spätgotischen Malers Ottaviano Nelli aus Gubbio.

## Werke
- Madonna in Majestät, auch bekannt als Madonna della Pieve d’Agnano, im Diözesanmuseum von Gubbio;
- Madonna mit Kind, Tondo auf Tafel im Museo civico Gubbio;
- Freskenzyklus in der Kapelle des Palazzo dei Consoli, in Gubbio;
- Kruzifix im Dom von Pergola;
- Kruzifix in der Kirche von San Francesco, in Pergola;
- Freskenzyklus in der Kirche von San Francesco in Cagli;
- Teile eines Pentittico, um 1330–1360, mit Milchmadonna mit Kind, Johannes der Evangelist und Katharina von Alexandrien, Tempera auf Tafel, Galleria Nazionale dell’Umbria, Perugia
- Der heilige Gregor und die heilige Maria Magdalena, unvollständiges Polyptychon, das in der Pinacoteca Civica di Forlì aufbewahrt wird, das jedoch nach Meinung einiger Kritiker von Guiduccio Palmerucci stammen könnte.